# Cyclops kikuchii
Cyclops kikuchii – gatunek widłonoga z rodziny Cyclopidae. Nazwa naukowa gatunku została po raz pierwszy opublikowana w 1932 roku przez radzieckiego zoologa Siergieja Smirnowa. Miejsce typowe to „małe kałuże w okolicach Tokio”.